# 尤利婭·薩寧娜
尤莉婭·薩寧娜（烏克蘭語： [ˈjul⁽ʲ⁾ijɐ ˈsɑn⁽ʲ⁾inɐ]），本名尤利婭·亞歷山德里夫娜·貝布科 ，本姓Holovan，烏克蘭歌手，另类摇滚乐队重吻樂團主唱。

## 小傳
薩寧娜生於1990年10月11日，在苏联乌克兰苏维埃社会主义共和国基輔的音乐世家下長大 。她三岁时第一次登台表演；演唱則由她父亲指挥的乐团伴奏。最终，她开始以独唱歌手的身份出演，是儿童团体與爵士大乐队的成员。
2005年，薩寧娜從爵士乐与综艺音乐学院畢業，随后攻讀基辅国立塔拉斯·舍甫琴科大学语言学院，并于2013年获得民俗学硕士学位。 她在大學期間也對新聞深感興趣。 2006年至2008年，薩寧娜是Sister Siren樂隊的主唱。 
2011年9月，薩寧娜和音樂製作人瓦萊里·貝布科组建了二人流行樂组合Val & Sanina（「瓦爾與薩寧娜」） ，並以俄语演唱。他们录制了一些实验性音乐视频和几首歌曲，其中一首為《爱情来了》（俄語：  Любовь настала；歌词：罗伯特·罗日杰斯特文斯基，音乐：雷蒙德·保尔斯）。
不久之后，薩寧娜等人改變了舞台形象、並把樂隊改名為「重吻樂團」。他們的歌曲开始以英文创作、使自己的音乐风格更加厚重。2011年秋季，他们发布了几首新歌并录制了首张音乐视频《巴比伦》 。2011年10月，重吻樂團为英國傷痛樂團做暖场表演。 之後发布了音乐视频《与我共舞》 ，并在主要音乐频道播出。

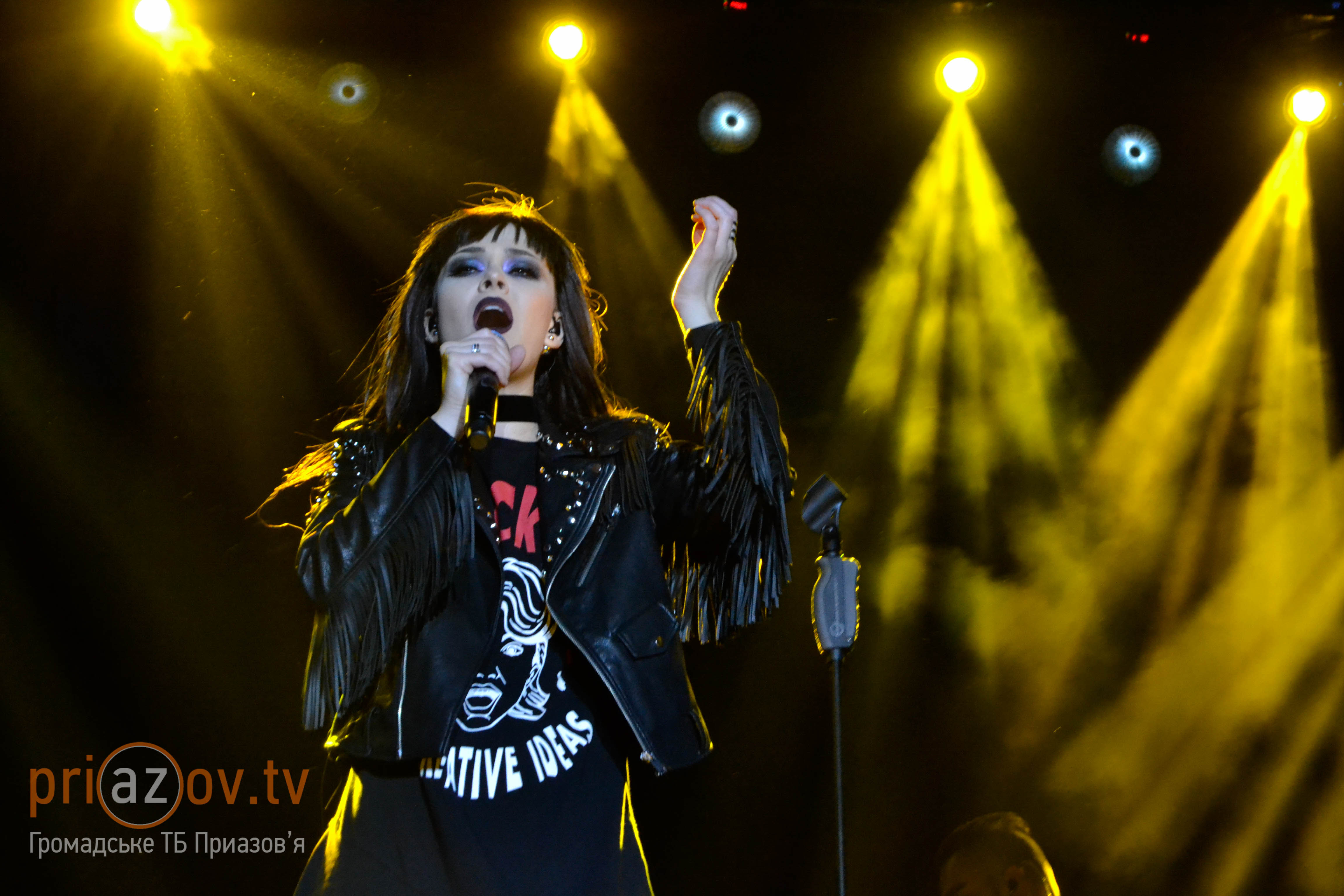
重吻樂團参加2017年马里乌波尔MRPL City 音乐节

2012年2月，重吻樂團與索尼BMG唱片公司签约，隨後迅速走红，并在烏克蘭和其他外国赢得了多个奖项。 2014 年，薩寧娜开始在她的YouTube频道，上传她個人生活與樂團幕後。  2016 年，她成为烏克蘭《X 音素》第七季的评委。 
薩寧娜与艾莉莎·迪克森、汉娜·沃丁厄姆共同主持了在利物浦举行的2023年欧洲歌唱大赛。葛雷漢·諾頓也加入决赛。 
2023年，有消息称薩寧娜将从 2023 年 9 月开始担任《烏克蘭好聲音》第十三季的教练。
2024年，薩寧娜給电子游戏《潜行者2：切尔诺贝利之心》的烏克蘭語配音，角色為阿加莎。 

## 個人生活
2011 年，薩寧娜與重吻樂團的创意制作人兼主音吉他手「瓦爾」瓦萊里·貝布科（Valeriy "Val" Bebko）舉行傳統烏克蘭風格的婚禮。薩寧娜在2008至2009年左右，采访了时任MTV 乌克兰（MTV Ukraine）製作人的贝布科，並與他相識。不過兩人一直隐藏关系，直到2014年才公开。 他們的第一个孩子丹尼尔（Danylo）生于2015年11月21日。 

## 风格
薩寧娜非常注重自己的服装。替重吻樂團所有成员的個人服装，是由Slava Chaika和Vitaliy Datsiuk在内的造型师設計，樂團也与设计师Ivanova、Bekh、Nadia Dziak、Anouki Bicholla 密切合作。 薩寧娜本人非常欣赏亞歷山大·麥昆、薇薇安·魏斯伍德、加勒斯·普的設計。在日常生活，她喜欢穿Diesel、H&M、Topshop等品牌的衣服。 